# Best in the World (2006)
Best in the World 2006 foi a primeira edição do evento Best in the World produzido pela Ring of Honor (ROH), o qual só foi retomado novamente em 2011. Ele foi realizado em 25 de março de 2006 em Nova Iorque.

## Resultados
- Jimmy Rave (c/ Prince Nana) derrotou Pelle Primeau (1:57)

- Jimmy Yang derrotou Jimmy Rave (c/ Prince Nana) (6:32)

- Allison Danger derrotou Daizee Haze, Lacey & Mercedes Martinez em uma Four Corner Survival Match (10:31)

- Chris Hero & Necro Butcher derrotaram Jason Blade & Kid Mikaze (0:47)

- Adam Pearce vs. Chris Hero & Necro Butcher em uma 2-on-1 Handicap Match acabou em No Contest (3:10)

- Christopher Daniels (c/ Allison Danger) derrotou Alex Shelley (w/ Prince Nana) (14:33)

- Nigel McGuinness (c) derrotou Claudio Castagnoli em uma luta pelo ROH Pure Championship (12:58)

- Austin Aries derrotou Ricky Reyes (c/ Julius Smokes) por DQ (11:26)

- Generation Next (Jack Evans & Roderick Strong) derrotaram The Briscoes (Jay Briscoe & Mark Briscoe) (19:29)

- KENTA & Naomichi Marufuji derrotaram Bryan Danielson & Samoa Joe (33:34)